# Phytocoris hualapai
Phytocoris hualapai är en insektsart som beskrevs av Stonedahl 1988. Phytocoris hualapai ingår i släktet Phytocoris och familjen ängsskinnbaggar. Inga underarter finns listade i Catalogue of Life.